# Ród Smoka

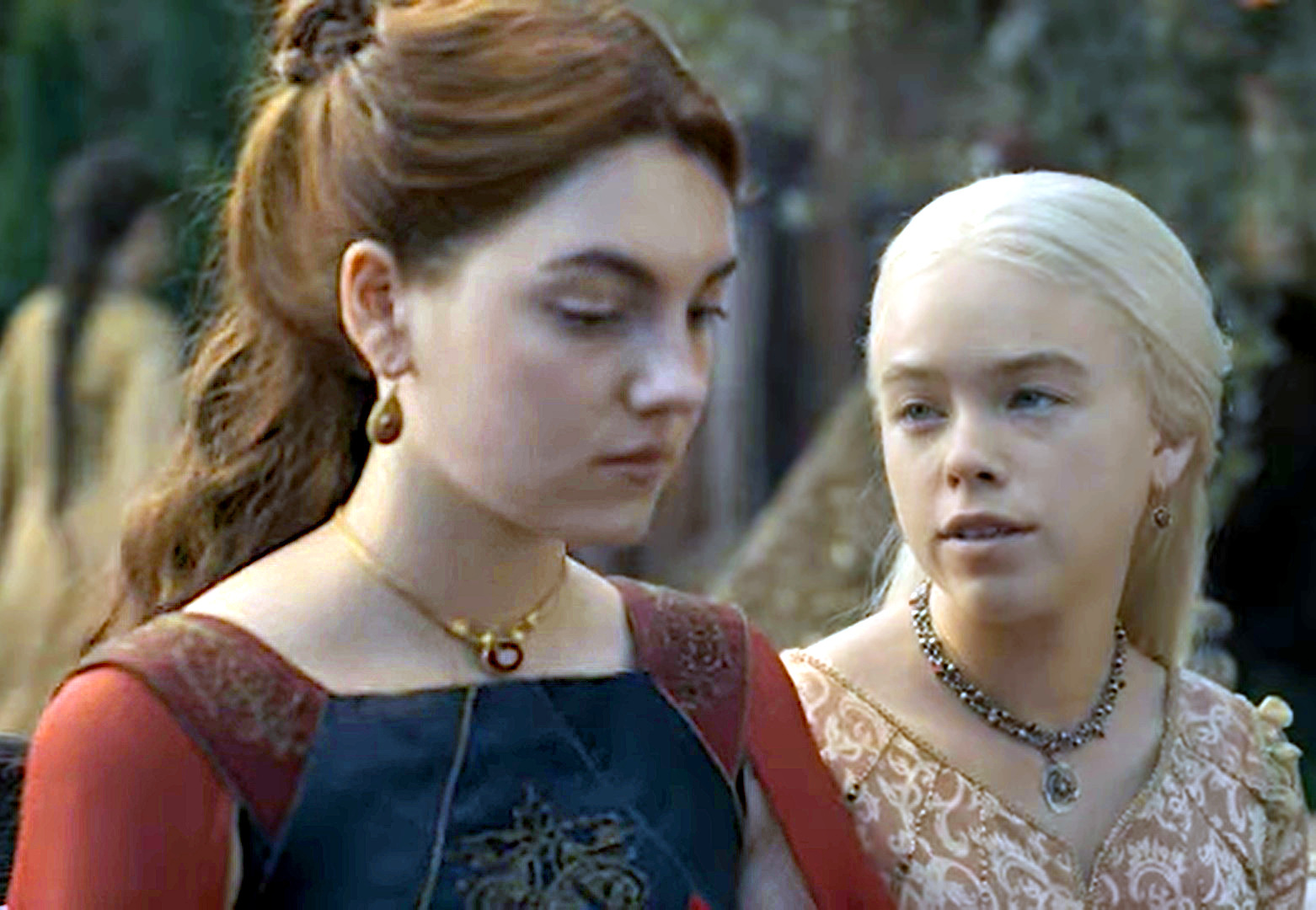
Emily Carey jako Alicent Hightower i Milly Alcock jako Rhaenyra Targaryen

Ród Smoka (tytuł oryginalny: House of the Dragon) – amerykański serial (dramat fantasy), produkowany dla HBO, na podstawie książki George’a R.R. Martina Ogień i krew, prequel Gry o tron. Serial zadebiutował 22 sierpnia 2022 roku na platformie HBO. Druga seria emitowana była od 17 czerwca 2024.

## Fabuła
Źródła:

300 lat przed wydarzeniami z Pieśni lodu i ognia, Aegon I Targaryen podbił Westeros z pomocą smoków. Jego potomkowie byli jednak słabi, bądź okrutni. Praprawnuk Aegona, Viserys I, jest dobrym człowiekiem, lecz kiepskim królem. Podczas jego panowania dochodzi do podziału dworu na dwa wrogie stronnictwa. Po śmierci króla wszczynają one między sobą wojnę o sukcesję, zwaną później „Tańcem Smoków”.

## Obsada
Źródła:
- Paddy Considine jako Viserys I Targaryen (sezon 1, sezon 2 – rola gościnna)
- Matt Smith jako Daemon Targaryen
- Olivia Cooke jako Alicent Hightower
  - Emily Carey jako młoda Alicent (sezon 1)
- Emma D’Arcy jako Rhaenyra Targaryen
  - Milly Alcock jako młoda Rhaenyra (sezon 1, sezon 2 – rola gościnna)
- Rhys Ifans jako Otto Hightower
- Steve Toussaint jako Corlys „Wąż Morski” Velaryon
- Eve Best jako Rhaenys Targaryen (sezony 1-2)
- Sonoya Mizuno jako Mysaria
- Fabien Frankel jako Criston Cole
- Graham McTavish jako Harrold Westerling (sezon 1)
- Matthew Needham jako Larys Strong
- Jefferson Hall jako Jason oraz Tyland Lannisterowie
- Harry Collett jako Jacaerys Velaryon
- Tom Glynn-Carney jako Aegon II Targaryen
- Ewan Mitchell jako Aemond Targaryen
- Bethany Antonia jako Baela Targaryen
- Phoebe Campbell jako Rhaena Targaryen
- Phia Saban jako Helaena Targaryen
- Kurt Egyiawan jako Orwyle (sezon 2, sezon 1 – rola drugoplanowa)
- Kieran Bew jako Hugh (sezon 2)
- Abubakar Salim jako Alyn z Hull (sezon 2)
- Tom Taylor jako Cregan Stark (sezon 2)
- Clinton Liberty jako Addam z Hull (sezon 2)
- Tom Bennett jako Ulf (sezon 2)
- Ellora Torchia jako Kat (sezon 2)
- Freddie Fox jako Gwayne Hightower (sezon 2)
- Gayle Rankin jako Alys Rivers (sezon 2)
- Simon Russell Beale jako Simon Strong (sezon 2)

## Produkcja
HBO zamówiło pierwszą serię House of the Dragon w październiku 2019 roku. Zdjęcia kręcono od kwietnia 2021 do lutego 2022, głównie w  Wielkiej Brytanii, lecz także w Hiszpanii, Kalifornii i Portugalii.
Pięć dni po premierze pierwszego odcinka HBO ogłosiło zamówienie drugiego sezonu.
11 kwietnia 2023 roku rozpoczęły się zdjęcia do drugiego sezonu w Wielkiej Brytanii, a w maju przeniosły się do Hiszpanii. Zdjęcia się zakończyły pod koniec września, a HBO planuje zamówić trzeci sezon.

## Odcinki
| Seria | Seria | Odcinki | Data opublikowania | Data opublikowania   |
| Seria | Seria | Odcinki | Premiera           | Finał                |
| ----- | ----- | ------- | ------------------ | -------------------- |
|       | 1     | 10      | 22 sierpnia 2022   | 24 października 2022 |
|       | 2     | 8       | 17 czerwca 2024    | 5 sierpnia 2024      |

### Seria 1 (2022)
| #  | Tytuł oryginalny           | Tytuł polski          | Premiera             | Reżyseria        | Scenariusz               |
| 1  | The Heirs of the Dragon    | Dziedzice Smoka       | 22 sierpnia 2022     | Miguel Sapochnik | Ryan Condal              |
| 2  | The Rogue Prince           | Książę Łotrzyk        | 29 sierpnia 2022     | Greg Yaitanes    | Ryan Condal              |
| 3  | Second of His Name         | Drugi Tego Imienia    | 5 września 2022      | Greg Yaitanes    | Gabe Fonseca Ryan Condal |
| 4  | The King of Narrow Sea     | Król Wąskiego Morza   | 12 września 2022     | Clare Kilner     | Ira Parker               |
| 5  | We Light the Way           | Oświetlamy drogę      | 19 września 2022     | Clare Kilner     | Ryan Condal              |
| 6  | The Princess and the Queen | Księżniczka i królowa | 26 września 2022     | Miguel Sapochnik | Sara Hess                |
| 7  | Driftmark                  | Driftmark             | 3 października 2022  | Miguel Sapochnik | Kevin Lau                |
| 8  | The Lord of the Tides      | Lord Przypływów       | 10 października 2022 | Geeta Patel      | Eileen Shim              |
| 9  | The Green Council          | Zielona Rada          | 17 października 2022 | Clare Kilner     | Sara Hess                |
| 10 | The Black Queen            | Czarna Królowa        | 24 października 2022 | Greg Yaitanes    | Ryan Condal              |

### Seria 2 (2024)
| # | Tytuł oryginalny            | Tytuł polski               | Premiera        | Reżyseria      | Scenariusz    |
| 1 | A Son for a Son             | Syn za syna                | 17 czerwca 2024 | Alan Taylor    | Ryan Condal   |
| 2 | Rhaenyra the Cruel          | Rhaenyra Okrutna           | 24 czerwca 2024 | Clare Kilner   | Sara Hess     |
| 3 | The Burning Mill            | Płonący młyn               | 1 lipca 2024    | Geeta Patel    | David Hancock |
| 4 | The Red Dragon and the Gold | Smok czerwony i złoty      | 8 lipca 2024    | Alan Taylor    | Ryan Condal   |
| 5 | Regent                      | Regent                     | 15 lipca 2024   | Clare Kilner   | Ti Mikkel     |
| 6 | Smallfolk                   | Prostaczkowie              | 22 lipca 2024   | Andrij Parekh  | Eileen Shim   |
| 7 | The Red Sowing              | Czerwone nasienie          | 29 lipca 2024   | Loni Peristere | David Hancock |
| 8 | The Queen Who Ever Was      | Królowa, którą zawsze była | 5 sierpnia 2024 | Geeta Patel    | Sara Hess     |

## Odbiór

### Oglądalność
Dzień po premierze serialu HBO poinformowało, że już w pierwszą noc dostępu około dziesięć milionów widzów obejrzało pierwszy odcinek serialu. HBO twierdzi, że była to największa jednodniowa oglądalność debiutu serialu w historii serwisu. Łączna oglądalność na platformach HBO, w ciągu pierwszych pięciu dni, została oszacowana na ponad 20 milionów.

### Reakcja krytyków
Serial spotkał się z pozytywną reakcją krytyków. W agregatorze recenzji Rotten Tomatoes 90% z 876 recenzji pierwszego sezonu uznano za pozytywne, a średnia ocen wystawionych na ich podstawie wyniosła 7,85. Z kolei w agregatorze Metacritic średnia ważona ocen z 43 recenzji wyniosła 69 punktów na 100. Wyniki drugiej serii były podobne.

### Nagrody
Serial zdobył Złoty Glob za najlepszy serial dramatyczny.